# José Luis Pérez-Payá
José Luis Pérez-Payá Soler (Alcoy, 2 de marzo de 1928-Madrid, 12 de agosto de 2022) fue un futbolista y dirigente deportivo español. Fue presidente de la Real Federación Española de Fútbol (1970-1975).

## Trayectoria
Debutó en la Primera División de España todavía como amateur, con la Real Sociedad, el 22 de enero de 1950, ante el Real Madrid, logrando además uno de los dos tantos que anotó su equipo (2-2). En total, esa temporada disputó siete partidos, en los que anotó cuatro goles.
El verano de 1950 firmó por el Atlético de Madrid. En este club formó parte de la llamada delantera de cristal, junto con José Juncosa, Larby Ben Barek, Henry Carlsson y Adrián Escudero. En su primera temporada marcó catorce goles en veintiséis partidos, con los que contribuyó a conquistar el título liguero.
Después de tres años, fichó por el Real Madrid, donde jugó tres temporadas más y sumó otros dos títulos de liga, dos Copas de Europa y dos Copas Latinas. Se retiró en 1957.
Tras colgar las botas, durante los años 1960, fue asesor técnico del CD Castellón y directivo de la Federación Valenciana de Fútbol.
El 22 de septiembre de 1970 juró el cargo de presidente de la Real Federación Española de Fútbol, que ocupó cinco temporadas, hasta el 26 de mayo de 1975.
Posteriormente, fue miembro de la junta directiva de la sección de veteranos del Real Madrid.
Estaba casado con Mª Carmen Colomer Boquet. El matrimonio tuvo cinco hijos: Cristina, José María, Ana Isabel, Rafael e Ignacio Pérez-Payá Colomer.

## Selección nacional
Fue internacional con la Selección de fútbol de España en dos ocasiones. Debutó el 18 de mayo de 1955 en un encuentro amistoso ante Inglaterra.

## Clubes
De 1946 a 1948 militó en la Sociedad Deportiva Deusto, entonces en categoría regional, de donde pasó al Club Deportivo Baracaldo-Altos Hornos.
| Club                         | Div. | Año     |
| ---------------------------- | ---- | ------- |
| C. D. Baracaldo-Altos Hornos | 2.ª  | 1948-49 |
| C. D. Alcoyano               | 2.ª  | 1949-50 |
| Real Sociedad                | 1.ª  | 1950    |
| Atlético de Madrid           | 1.ª  | 1950-53 |
| Real Madrid C. F.            | 1.ª  | 1953-57 |

## Palmarés

### Campeonatos nacionales
| Título             | Club               | Año  |
| ------------------ | ------------------ | ---- |
| Campeonato de Liga | Atlético de Madrid | 1951 |
| Copa Eva Duarte    | Atlético de Madrid | 1951 |
| Campeonato de Liga | Real Madrid C. F.  | 1954 |
| Campeonato de Liga | Real Madrid C. F.  | 1955 |

### Títulos internacionales
| Título         | Club              | Año  |
| -------------- | ----------------- | ---- |
| Copa Latina    | Real Madrid C. F. | 1955 |
| Copa de Europa | Real Madrid C. F. | 1956 |
| Copa Latina    | Real Madrid C. F. | 1957 |
| Copa de Europa | Real Madrid C. F. | 1957 |